# كين نورتون
كين نورتون (بالإنجليزية: Ken Norton)‏ مواليد 9 أغسطس 1943 في جاكسونفيل، إلينوي، الولايات المتحدة - الوفاة 18 سبتمبر 2013 في نيفادا، الولايات المتحدة، كان ملاكم أمريكي سابق صنّف ضمن فئة الوزن الثقيل. حقق بطولة المجلس العالمي للملاكمة.

## إحصائيات
خاض خلال مسيرته 50 نزالا، فاز في 42 وتعادل في 1 وخسر في 7. فاز بالضربة القاضية في 33 نزالا.

## روابط خارجية
- كين نورتون على موقع IMDb (الإنجليزية)
- كين نورتون على موقع الموسوعة البريطانية (الإنجليزية)
- كين نورتون على موقع أول موفي (الإنجليزية)
- كين نورتون على موقع إن إن دي بي (الإنجليزية)
- كين نورتون على موقع قاعدة بيانات الفيلم (الإنجليزية)
- كين نورتون على موقع بوكس ريك (الإنجليزية) (registration required)
- كين نورتون على موقع قاعة كاليفورنيا للمشاهير الرياضية (الإنجليزية)